# ホワッツ・ニュー (ビル・エヴァンスのアルバム)
『ホワッツ・ニュー』(What's New) は、ジャズ・ピアニスト、ビル・エヴァンスが、フルート奏者ジェレミー・スタイグをフィーチャーして1969年にヴァーヴ・レコードからリリースしたアルバム。

## 評価
| 専門評論家によるレビュー | 専門評論家によるレビュー |
| レビュー・スコア         | レビュー・スコア         |
| 出典                     | 評価                     |
| ------------------------ | ------------------------ |
| Allmusic                 | [ 4 ]                    |
| ヴィレッジ・ヴォイス     | B                        |

オールミュージック (Allmusic) のスコット・ヤナウは、「本作は、ゲストとしてフルート奏者ジェレミー・スタイグを加えたカルテット編成によるもので、スタイグの演奏はハービー・マンがエヴェンスと共作した1960年代はじめの（『ニルヴァーナ』における）録音を彷彿とさせる。この二人のフルート奏者は、いずれもポップやロックの影響を常にオープンに受け取ってきたが、いずれもエヴァンスとの共演となると、出来上がる音楽は、ほとんどピアニスト（であるエヴァンス）の領分のものとなっている。

## トラックリスト
| #  | タイトル                                                  | 作詞・作曲                                                   | 時間 |
| -- | --------------------------------------------------------- | ------------------------------------------------------------ | ---- |
| 1. | 「ストレート・ノー・チェイサー - "Straight, No Chaser"」  | セロニアス・モンク                                           | 5:40 |
| 2. | 「ラヴァー・マン - "Lover Man"」                          | ジミー・デイヴィス、ジェームズ・シャーマン 、ラム・ラミレス  | 6:19 |
| 3. | 「ホワッツ・ニュー? - "What's New?"」                     | ボブ・ハガート、ジョニー・バーク                             | 4:50 |
| 4. | 「枯葉 - "Autumn Leaves"」                                | ジョゼフ・コズマ、ジャック・プレヴェール、ジョニー・マーサー | 6:12 |
| 5. | 「タイム・アウト・フォー・クリス - "Time Out for Chris"」 | ビル・エヴァンス                                             | 7:17 |
| 6. | 「スパルタカス 愛のテーマ - "Spartacus Love Theme"」      | アレックス・ノース                                           | 4:58 |
| 7. | 「ソー・ホワット - "So What"」                            | マイルス・デイヴィス                                         | 9:06 |

## パーソネル
- ビル・エヴァンス - ピアノ
- ジェレミー・スタイグ - フルート
- エディ・ゴメス - ベース
- マーティー・モレル（英語版） - ドラムス